# Actas de la Academia Luventicus
Actas de la Academia Luventicus (ISSN 1666-7573) es una publicación serial sobre temas de filosofía y fundamentos de las ciencias. Su misión es difundir los resultados de las investigaciones de los miembros de la Academia Luventicus, una organización de la ciudad de Rosario (República Argentina) dedicada a promover la información, la educación, la ciencia y la cultura. Los trabajos publicados tienen la forma de reportes de investigación, artículos de divulgación, notas completas de clases o transcripciones de disertaciones, y antes de ser presentados al público deben superar dos etapas de selección, una de discusión entre colegas y otra de revisión por parte de un panel editorial.

## Historia
El primer número de Actas apareció en marzo de 2002. El 10 de mayo de 2012 se hizo el lanzamiento del único suplemento que hasta el momento tiene la revista.

## Disponibilidad
Desde el año 2002 han sido publicados entre 2 y 4 números por año. Cumplidos 10 años de su aparición en formato impreso, los trabajos son incluidos en el sitio web oficial de la revista, que es de acceso libre y gratuito. El suplemento, en cambio, se publica en formato digital 2 meses después que en formato impreso. La Academia Luventicus apoya el proyecto "The Internet Archive" poniendo a disposición de los usuarios de ese servicio todos los artículos del suplemento de Actas.

## Estructura y formato

### Cuerpo
El cuerpo tiene formato de revista y su extensión es de alrededor de 80 páginas A4 por cada número. Los números de un mismo año conforman un volumen.

### Suplemento
El suplemento tiene formato de boletín y consta de 3 volúmenes.

I. Filosofía y Humanidades

II. Matemáticas y Ciencia

III. Arte y Religión

Cada uno se forma con 100 números de 4 páginas A4 (dípticos A3).

## Artículos destacados

### Cuerpo
- "I. La ecuación fundamental de los sistemas multifásicos en equilibrio químico en el marco de la aproximación física". Juan José Luetich (2002), 1 (1) 1–22
- "II. Combinaciones lineales, multiplicadores de Lagrange y transformadas de Legendre. Una mirada a tres procedimientos para escribir el potencial de Gibbs de una mezcla reactiva". Juan José Luetich (2002), 1 (1) 23–36
- "III. Tres teoremas fundamentales de la Termodinámica Química". Juan José Luetich (2002), 1 (1) 37–50
- "IV. La reversibilidad microscópica y la información contenida en el vector composición". Juan José Luetich (2002), 1 (1) 51–68

### Suplemento
- "Glosario de ontología". Juan José Luetich (2012), 1, 1 (2) 1–2
- "Cogito ergo sisto, pertino ergo sum. (Pienso, luego existo; pertenezco, luego soy.)" Juan José Luetich (2012), 1, 1 (3) 1–2